# Adamciukî, Șațk
Adamciukî (în ucraineană Адамчуки) este un sat în comuna Hrabove din raionul Șațk, regiunea Volînia, Ucraina.

## Demografie
Componența lingvistică a localității Adamciukî
     Ucraineană (98,65%)
     Română (1,35%)
Conform recensământului din 2001, majoritatea populației localității Adamciukî era vorbitoare de ucraineană (98,65%), existând în minoritate și vorbitori de română (1,35%).